# Kolovai
Kolovai es la capital y ciudad más poblada del distrito de Kolovai, en Tonga. Se sitúa en el inicio de una pequeña península hacia el noroeste de la isla de Tongatapu. Limita al noroeste con la localidad de 'Ahau y al sur con la de Ha'avakatolo. Tiene una población de 563 habitantes en 2021.

## Cultura
La localidad es reconocida por su representación del baile lakalaka, la danza nacional de Tonga, fue declarada Patrimonio cultural inmaterial de la Unesco. Es también el hogar de una gran colonia de murciélagos frugívoros denominados Zorros Voladores del Pacífico.

## Personas destacadas
- Solomone Ula Ata (1888-1950), Primer Ministro de Tonga desde 1941 hasta 1949.